# Langdon River (Yolande River)
Der Langdon River ist ein Fluss im Westen des australischen Bundesstaates Tasmanien, an der Westflanke der West Coast Range.

## Geografie
Der etwas mehr als neun Kilometer lange Langdon River entspringt an der Westflanke des Mount Geikie und fließt nach Süden parallel zur Verbindungsstraße Tullah–Queenstown (B28). Kurz vor Erreichen des Zeehan Highway mündet er in den Yolande River.